# Мехтхилд фон Хесен (1490–1558)
Мехтхилд (Матилда) фон Хесен (на немски: Mechthild von Hessen, Mathilde von Hessen; * ок. 1490; † 6 май 1558) е ландграфиня от Ландграфство Хесен и чрез женитба графиня на Графство Текленбург и Реда.

## Биография
Тя е дъщеря на ландграф Вилхелм I фон Хесен (1466 – 1515) и съпругата му принцеса Анна фон Брауншвайг-Волфенбютел (1460 – 1520), дъщеря на херцог Вилхелм II фон Брауншвайг-Волфенбютел и графиня Елизабет фон Щолберг.
През 1500 – 1526 г. Мехтхилд е монахиня в манастир Вайсенщайн при Касел. След затварянето на манастира Мехтхилд се омъжва на 13 май 1527 г. в Корбах за граф Конрад фон Текленбург-Шверин (1493 – 1557), който служи при братовчед и ландграф Филип I фон Хесен. Нейната зестра са части от графство Хоя. Под нейно влияние той става лутеранец и въвежда протестантството в земите си.

## Деца
Мехтхилд и Конрад имат една дъщеря:
- Анна (* 5 юли 1532, † 24 август 1582), която се омъжва 1553 г. за граф Ебервин III фон Бентхайм-Щайнфурт (1536 – 1562).